# Памятник Зое Космодемьянской (Киев)
Памятник Зое Космодемьянской — памятник герою Советского Союза Зое Космодемьянской, расположен в Киеве на углу ул. Олеся Гончара и ул. Богдана Хмельницкого.

## Описание памятника
Изначально памятник Зое Космодемьянской был установлен после войны в 1945 году в виде любительской гипсовой скульптуры. Со временем гипсовая скульптура была заменена памятником, выполненным в бронзе по проекту скульптора Гайдамаки. Изначально скульптура была в сквере на углу улиц М. Коцюбинского и Чапаева. В конце 1990-х годов памятник Герою Советского Союза убрали (после того как он пострадал от действий вандалов), а вместо него поставили памятник Герою Украины Олесю Гончару.
По прошествии нескольких лет памятник Зое был снова возведён в Киеве, но уже на новом месте. На памятнике установлена таблица с надписью (выполненной на украинском языке): «Герой Советского Союза партизанка Зоя Космодемьянская (1923—1941) Ученицей 10 кл. 201-й Московской школы добровольно вступила в истребительный партизанский отряд в период Великой Отечественной войны 1941—1945 г.г. При выполнении боевого задания в тылу врага 18-летняя девушка была схвачена фашистами и после жестоких пыток была казнена на виселице 29 ноября 1941 г.»